# Espoir Football Club (Rwanda)
Pour les articles homonymes, voir Espoir Football Club.
Dernière mise à jour : 12 avril 2023.
L'Espoir Football Club est un club rwandais de football basé à Cyangugu.

## Histoire
L'Espoir FC atteint la finale de la Coupe du Rwanda en 2017, s'inclinant par 1 but à 0 face à l'APR FC.

## Palmarès
- Coupe du Rwanda
  - Finaliste : 2017